# IC 2180
IC 2180 је спирална галаксија у сазвјежђу Близанци која се налази на листи објеката дубоког неба у Индекс каталогу.
Деклинација објекта је + 26° 22' 15" а ректасцензија 7h 11m 19,5s. Привидна величина (магнитуда) објекта IC 2180 износи 14,0 а фотографска магнитуда 14,8. IC 2180 је још познат и под ознакама UGC 3727, CGCG 116-27, PGC 20344.